# زبان‌های واکاشی
زبان‌های واکاشی خانواده‌ای از زبان‌های بومی آمریکا است که در بریتیش کلمبیا در اطراف و در جزیره ونکوور و در گوشه شمال غربی شبه‌جزیره المپیک در ایالت واشینگتن آمریکا رایج هستند.
نام واکِش یا واکاش در نو-چا-نولث به معنای «خوب» است. کاوشگران اولیه از جمله کاپیتان جیمز کوک از آن استفاده می‌کردند که معتقد بودند نام قبیله‌ای است.

## دسته‌بندی
این زبان‌ها به در زیرگروه شمالی و جنوبی تقسیم می‌شوند که در کل ۷ زبان را در بر می‌گیرند.
- واکاشی شمالی
  - هایسلا
  - کواک‌والا
  - هیلتسوک
  - اووه‌کیالا
- واکاشی جنوبی
  - نو-چا-نولث
  - نیتینات
  - ماکا